# Anthodon (reptil)

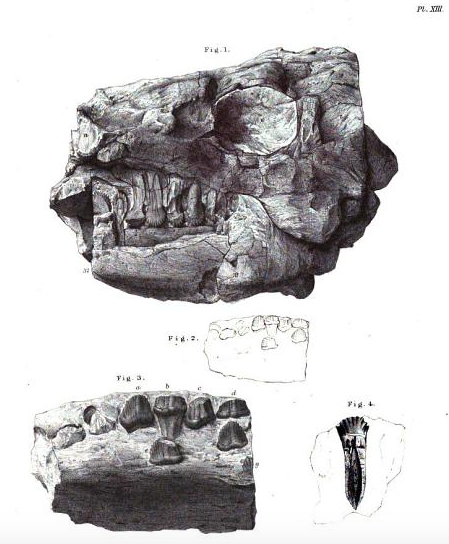
Fósil.

Anthodon ("diente flor") es un género de anápsido pareiasáurido que vivió en el Pérmico en el que actualmente es Sudáfrica, Tanzania, y probablemente el norte de Rusia. Hacía entre 1,2 y 1,5 metros de longitud y pesaba entre 80 y 100 kg. El cráneo era pequeño, y los huesos de las mejillas no tenían guarnimientos como en otras pareiasáuridos. Richard Owen, que describió el Anthodon, pensaba que era un dinosaurio puesto que el material de cráneo de dinosaurio del Cretáceo inferior se había asociado a material del Pérmico. El material de dinosaurio fue separado más tarde por Robert Broom, en el año 1912 y fue renombrado como el estegosáurido Paranthodon por Franz Nopcsa en 1929.